# Albert Seekirchner (General, 1856)
Albert Wolfgang Friedrich Seekirchner (* 24. August 1856 in Bayreuth; † 6. August 1921 in Ottobrunn) war ein bayerischer Generalleutnant.

## Leben
Seekirchner war der Sohn eines bayerischen Majors. Aus seiner 1882 mit Theodora Knussert geschlossenen Ehe gingen drei Kinder hervor.
Nach dem Besuch des Realgymnasiums trat Seekirchner 1876 als Freiwilliger in das 3. Feldartillerie-Regiment „Königin Mutter“ der Bayerischen Armee ein, avancierte 1878 zum Sekondeleutnant und absolvierte ab Oktober 1888 als Premierleutnant für drei Jahre die Kriegsakademie, die ihm die Qualifikation für die Höhere Adjudantur, den Referatsdienst und das Lehrfach aussprach. Unter Beförderung zum Hauptmann folgte am 5. Dezember 1891 seine Versetzung als Batteriechef in das 2. Artillerie-Regiment. Seekirchner wurde Mitte Mai 1894 à la suite seines Regiments gestellt und unter Einteilung bei der Inspektion der Fußartillerie zur Artillerieprüfungskommission in Berlin kommandiert. Mit der Ernennung zum Batteriechef im 1. Feldartillerie-Regiment trat er am 12. Mai 1896 in den Truppendienst zurück und war unter Stellung à la suite ab Ende Juni 1898 als Lehrer an der Artillerie- und Ingenieur-Schule tätig.
Unter Entbindung von diesem Kommando folgte am 1. Oktober 1900 seine Versetzung zum Stab des neu errichteten 7. Feldartillerie-Regiments in München. Daran schloss sich mit seiner Beförderung zum Major am 17. Mai 1901 eine Verwendung als Kommandeur der I. Abteilung im 4. Feldartillerie-Regiment „König“ in Augsburg an. Anfang April 1903 wurde Seekirchner zur Inspektion der technischen Institute versetzt, stieg Anfang März 1905 zum Oberstleutnant auf und wurde am 27. Mai 1905 zum Kommandeur des 7. Feldartillerie-Regiments ernannt. Als Oberst übernahm er am 4. August 1908 das Kommando über die 2. Feldartillerie-Brigade und avancierte am 21. November 1911 zum Generalmajor. In Genehmigung seines Abschiedsgesuches wurde Seekirchner am 12. März 1913 mit Pension zur Disposition gestellt.
Nach dem Beginn des Ersten Weltkriegs wurde Seekirchner als z. D.-Offizier wiederverwendet und war ab dem 22. September 1914 zunächst Landsturminspekteur der Armeeabteilung Falkenhausen. Unter Beibehaltung in dieser Stellung war er vom 5. Oktober bis zum 27. Dezember 1914 Etappeninspekteur der Armeeabteilung und wurde anschließend zum Kommandeur der 8. Reserve-Feldartillerie-Brigade ernannt. Seekirchner nahm bis Mitte Mai 1915 an den Stellungskämpfen im Oberelsaß teil, verlegte an die Ostfront und war dort in die Kämpfe um Lubaczów und Lemberg eingebunden. Seine Brigade verlegt Ende Juni 1915 wieder an die Westfront, wo ihm König Ludwig III. am 8. Juli 1915 den Charakter als Generalleutnant verlieh. Nach Kämpfen im Oberelsaß und in der Schlacht an der Somme kam Seekirchner ab Oktober 1916 auf dem Rumänischen Kriegsschauplatz zum Einsatz. Am 7. Januar 1917 wurde er zum Kommandeur der übergeordneten 8. Reserve-Division ernannt und in dieser Eigenschaft erhielt er Ende des Monats das Patent zu seinem Dienstgrad.
Für sein Wirken während des Krieges war Seekirchner mit beiden Klassen des Eisernen Kreuzes, dem  Militärverdienstorden II. Klasse mit Stern und Schwertern sowie dem Österreichischen Militärverdienstkreuz II. Klasse mit Kriegsdekoration ausgezeichnet worden. Er übergab das Divisionskommando am 12. April 1917 an seinen Nachfolger Maximilian Jehlin und wurde daraufhin von seiner Kriegsverwendung enthoben. 
Seekirchner starb am 6. August 1921 in Ottobrunn.